# Албоин
Албоин (565–573) је био лангобардски краљ. Након Аудоинове смрти, Албоин је ујединио читаву лангобардску територију, а 568. године прогласио се за краља Лангобарда и околних племена која су доспела под влашћу Лангобарда.
Албоин је на почетку своје владавине успоставио мирне односе са суседном државом Франака, оженивши се ћерком краља Клотара, Хлотсундом, а у мираз је добио и неке територије франачке државе ближе Панонији. Албоин се нашао пред сам рат са Аварима који су све више продирали у унутрашњост европског континента, али је успео да одложи борбу јер је прво кренуо да ратује са Гепидима. 565. године Албоин је повео своју огромну војску на гепидског краља Кунимунда, убио га и завладао његовом државом. Пошто му је умрла прва жена, он се оженио његовом ћерком Разамундом, што ће га на крају стајати живота.
Албоин је од лобање краља Кунимунда направио купу из које је пио вино на својим свечаностима. Сарађивао и са византијским царем Јустинијаном и царем Јустином II. Њима је слао своју војску која се под предводништвом војсковође Нарзеса борила против остроготског краља Тотиле 567. године. После уништења краљевине Острогота у Италији, Албоин је добио пристанак византијског цара Јустина да се са Лангобардима насели у Италију. На то га је приморавала и све већа најезда Авара који су пустошили његове територије. Албоин се пред сеобу обратио Саксонцима за помоћ и они су му поред 20.000 ратника ставили у задатак да поведе и већи број жене и деце у Италију.
Првих месеци 568. године Албоин је почео велику сеобу Лангобарда. Из Паноније, преко Јулијских Алпа, Венетске низије, па даље у средиште Италије се кретала лангобардска маса од 200.000 људи.
Албоин је водио Лангобарде и они су по уласку на територију Италије заузели редом градове: Падову, Мантову, Удине, Кремону. Једино је Албоину јак отпор пружила Павија, коју је опседао 3 године. Коначно се предала Албоину септембра 571. године. Албоин је на свом коњу свечано ушао кроз капију Светог Јована у град. Првобитно је тражио да се сви браниоци побију јер су му пружали отпор, али је касније одустао. Павле Ђакон је то објаснио на начин да је његов коњ полако малаксавао и пао од немоћи кад је Албоин изјавио да ће побити све, а да се одједном опоравио и поново стао на ноге када је Албоин повукао своју одлуку. За време Албоина читава територија Италије је подељена на тринаест независних војводстава (Дуката).
Његову велику славу и моћ као једног од највећих лангобардских краљева је прекинула његова жена Роземунда. Она није никако могла да прихвати смрт свога оца као и Албоиново понижавање тако што је од његове лобање направио себи купу за вино, па се за помоћ обратила локалном вођи Хелмешису. Такође, против Албоина је у Павији склопљена антивизантијска коалаиција јер је он много попуштао Византији, а то је сметало ратоборној лангобардској струји. Ипак је Хелмешис претекао ове заверенике.
Убиство Албоина је организовано у Верони, на његовом двору 573. У соби краља је после поноћи упао Хелмешис и убио га на спавању. Његово тело је спаљено, а остаци спуштени у ковчег, заједно са његовим мачем, који је касније украден и његовим драгоценостима.